# Клуб Депортиво Универсидад де Консепсион
Клуб Депортиво „Универсидад де Консепсион“, по-известен само като „Универсидад де Консепсион“, е спортен клуб с футболен отбор в град Консепсион, Чили.
Спортният клуб е основан през 1994 г. Най-голямото постижение на футболния отбор е спечелването на Купата на Чили през 2009 г.
Местният съперник на „Универсидад“ е Клуб де Депортес „Консепсион“.